# گورستان پنگرو
گورستان پنگرو مربوط به دوران‌های تاریخی پس از اسلام است و در شهرستان لامرد، بخش مرکزی، روستای پنگرو واقع شده و این اثر در تاریخ ۱۰ دی ۱۳۸۱ با شمارهٔ ثبت ۶۷۹۳ به‌عنوان یکی از آثار ملی ایران به ثبت رسیده است.